# LXIX. Armeekorps
LXIX. Armeekorps var en tysk armékår under andra världskriget. Kåren sattes upp den 20 januari 1944.

## Befälhavare
Kårens befälhavare:
- General der Infanterie Ernst Dehner  20 januari 1944–31 mars 1944
- General der Gebirgstruppen Julius Ringel  31 mars 1944–23 juni 1944
- General der Infanterie Helge Auleb  24 juni 1944–7 maj 1945

Stabschef:
- Oberst i.G. Hans Steinbeck Aufstellung  20 januari 1944–30 juli 1944
- Oberst Herbert Deinhardt   30 juli 1944–1 maj 1945